# Gunthamund
Gunthamund (circa 450-496) was koning van de Vandalen en Alanen (484-496). Hij was de derde koning van het Noord-Afrikaanse rijk van de Vandalen en volgde zijn wrede oom Hunerik op na diens dood in 484.

## Geschiedenis
Gunthamund was de tweede zoon van Gento, de vierde en jongste zoon van Geiseric, de stichter van het Vandaalse rijk in Africa. Omdat Hunerik geen nakomelingen had verwekt en een groot deel van zijn familie had laten vermoorden, was Gunthamund het oudste familielid toen Hunerik stierf. Volgens de wetten opgesteld door zijn grootvader was Gunthamund de logische opvolger.
Gedurende zijn regeerperiode profiteerde Gunthamund sterk van het feit dat de rivalen van de Vandalen, de Visigoten, Ostrogoten en het Romeinse Rijk, voortdurend betrokken waren in oorlogen met elkaar. De Vandalen bleven daarbuiten en maakten een vreedzame periode mee. Onder Gunthamund werd er een einde gemaakt aan de vervolging van de katholieken, waar de Vandalen onder Hunerik mee waren begonnen. Er heerste rust in het koninkrijk, hetgeen ten goede kwam aan de economie.
Onfortuinlijk voor zijn volk stierf Gunthamund relatief jong, halverwege de veertig. Hij werd opgevolgd door zijn broer Thrasamund.